# پارسلز کوو
پارسِلز کوو یک اجتماع در منطقه هلیفکس، نوا اسکوشیا در کانادا در غرب بندر هلیفکس است. 

## موقعیت
این منطقه از نورث‌وست آرم تا فرگوسنز کوو در طول جاده ۲۵۳ کشیده شده است. 

## کدپستی
۳ حرف نخست کد پستی آن B3P است.

## نامگذاری
این منطقه به نام بیل پارسِل نامگذاری شده که در دهه ۱۹۴۰ مردم را از هلیفکس به کوچ به اینجا تشویق کرد.